# Z/X
Z/X -Zillions of enemy X-（ゼクス ジリオンズ オブ エネミー エックス）は、ブロッコリー発売のトレーディングカードゲームを中心とした作品群。日本一ソフトウェアや遊宝洞も企画に参加している。

## 概要
2012年4月に本作の発表、フリーカードの配布が開始され、同年7月に製品版の発売が開始された。
『Vジャンプ』2012年11月号から漫画版が連載されており、2014年第1四半期にはテレビアニメ『Z/X IGNITION』が放送された。また、コンシューマーゲーム化、オンラインゲーム化および自社企画によるキャラクター（各務原あづみ）のフィギュア化が行われた。
2017年にはコミカライズ第2作『Z/X Code reunion』の連載が開始されており、2019年に同作品を原作とするテレビアニメ第2作が放送される予定。
フリーミアムモデル、低価格の「クイックスタートデッキ」や「スタートダッシュデッキ」、トレーディングカードゲームとして覚えやすいルールにより、プレイを始める敷居を下げることを目指している。また、ゲームの設計意図として、昨今のトレーディングカードゲームは、運の要素で勝敗が決まるライトなものか、逆にコアゲーマー向けのものに二極化していると捉え、その中間となるミドルなゲームを目指している。

### フリーカード
本作の特徴として、構築済みデッキを含むフリーカードをダウンロード方式や、ショップにて冊子形式で無料配布している。プレイマットやルールも無料配布しており、無料でプレイ開始することも可能である。フリーカードは公式大会でも使用可能であり、フリーカードと同一の名前の製品版カードは、フリーカードの機能強化版となっている。
なお、フリーカードをフリーカード以外の種類のカードと併用する場合、裏面が不透明のスリーブを使用し、フリーカードは他の適当なカードと一緒にスリーブに入れる必要がある。また、フリーカードはコピーしたカードも公式に有効であるが、プロモーションカードは無償配布されているものであってもコピーは認められていない。フリーカードはコレクター番号（カード番号）の頭文字が「F」のカードのみであり、レアリティが「F（フリー）」のカードの中には、一部、フリーカードではないカードが存在する（カード番号の頭文字が「Q」のカード）。

### カードガチャ
インターネットサイトから購入できるカードパックのようなもので、店頭のパックに封入されない別バージョンのイラストカードが排出される場合がある。排出されたカードは後日ブロッコリーから郵送されるが、支払いはクレジットカードのみ。

## ルール
原則1対1で行われるカードゲームで、3×3マスのスクエアにゼクスを登場させバトルし、4枚ある相手のライフを0にすることを目標にしている。
概要にあるとおりルールは極力覚えやすくなるよう、原則として能力などの処理中に割り込みは発生しないなどシンプルかつ基本を覚えればテキストの文面に従うことでゲームを進行できるように徹底されている。またカード以外のアイテムもほぼ使うことはない。
ゼクスのプレイ、イベントや能力のプレイ、バトルについても自身のメインフェイズ中であれば好きな順番で行える、相手ターン中でもバトル中であればイベントや起動能力をプレイできるなど自由度も高い。

### ゲームの進行
ゲームの進行は以下の手順で行う。
リブートフェイズ
公開ゾーンで自身が支配するカードのうち、使用済を示すスリープ状態のカードを未使用を示すリブート状態にする。
ドローフェイズ
カードを2枚引く。先行第1ターンのみスキップする。
リソースフェイズ
手札を1枚まで選び、リソースにリブートで置く。
イグニッションフェイズ
チャージにあるカードを1枚トラッシュに置き、デッキの1番上を公開する(イグニッション)。
竜の頭を模した《イグニッションアイコン》を持つカードであればコストを支払わずにプレイでき(オーバードライブ)、プレイしなかったカードはトラッシュに置く。
イグニッションはチャージのカードがあるだけ何度でも行える。
メインフェイズ
カードや能力のプレイ、バトルを行う。
順番に制限はなく、たとえば相手のゼクスをバトルによって破壊した後、その空いたスクエアにゼクスをプレイすることも可能。
相手ターン中であってもバトル中であればイベントや能力のプレイが可能。
エンドフェイズ
ターン終了を宣言し、ターン終了時に誘発する能力を処理し、そのターンにゼクスが受けたダメージを清算し、ターンプレイヤーの超過した手札を破棄する。

### ゾーン
カードを置く領域は公開ゾーンと秘匿ゾーンに分かれ、公開ゾーンはゲーム中誰でも好きな時に確認することができ、秘匿ゾーンは自分のもののみ確認できるか誰も確認できない。
デッキゾーン
デッキを置く秘匿ゾーン。プレイヤーから見て右手側。
Z/Xにおけるデッキは50枚1セットで、これにプレイヤーカードを加えた51枚で構築される。
コレクター番号や能力に関わらず同名カードは原則4枚が上限で、さらに50枚のうちイグニッションアイコンを持つカードを過不足なく20枚入れる必要がある。
ただしゲーム中に名称が変わったり、条件付きでイグニッションアイコンを得るなどするカードはこの限りではない。
手札
手札を置く秘匿ゾーン。位置指定はなし。
ゲーム開始時に4枚引き、気に入らなければ1度だけ引き直しができる。
上限は原則6枚で、自分のターンの終了時に上限を超過していた場合、上限と同数になるよう選んで残りをトラッシュに置く。
相手ターンの終了時にはこの限りではない。
チャージ
破壊されたゼクスなどを置く公開ゾーン。プレイヤーから見て左手側
上限は原則4枚で、超過した場合4枚になるように選んで残りをトラッシュに置く。
トラッシュ
使用済みのカードを置く公開ゾーン。プレイヤーから見て右手側、デッキより手前。
デッキが0枚になった場合、すべての処理に最優先でトラッシュにあるカードをシャッフルし新たなデッキとしてデッキゾーンに置く。
デッキとトラッシュがともに0枚になったプレイヤーはゲームに敗北する。
スクエア
ゼクスを登場させる公開ゾーン。プレイヤーから見て中央。
スクエアには両プレイヤーで共有する7マスの《ノーマルスクエア》と、プレイヤー1人につき各1マス与えられる《プレイヤースクエア》があり、自分側からみて自軍エリア、中央エリア、敵軍エリアに分類される。
自軍エリアと敵軍エリアの中央がプレイヤースクエアとなり、ゼクスがいない相手のプレイヤースクエアへ攻撃することで相手プレイヤーへのダメージとなる。
ライフ
プレイヤーのライフを示す秘匿ゾーン。プレイヤーから見て左手側、チャージより手前。
ゲーム開始時、手札の確定後に4枚を裏向きで置く。中身の確認は原則できないが並べ替えは可能。
ゼクスのいないプレイヤースクエアへのバトルが成立した場合、相手にライフを1枚選ばせそれを表向きにし、イグニッションアイコンを持つカードであればコストを支払わずプレイし、プレイしなかったカードはチャージに置く。
デッキが0枚になった場合、トラッシュを新たなデッキとして置いた後で相手にライフを1枚選ばせそれを表向きでチャージに置く。
ライフが0枚になったプレイヤーはゲームに敗北する。
リソース
カードを使用する際のエネルギーを置く公開ゾーン。プレイヤーから見て中央、スクエアの手前。
ゲーム開始時、手札確定後に2枚置き、1ターンに1度リソースフェイズに手札から1枚までリブートで置くことができる。
カードや能力をプレイする際に、そのカードや指示されたコストと同じ色のカードを最低1枚は混ぜなければならない(たとえば赤2であれば赤のカード1枚と好きなカード1枚をコストとしてスリープする)。
無色のカードなど色を指定していないコストを支払う際は何色でもよい。
フォースゾーン
《アルターフォース》など一部の能力でスクエアにあるゼクスの下に置かれたカードが存在する公開ゾーン。
フォースとして置かれたカードは物理的にはスクエア上に存在するが、スクエアではなくフォースゾーンに置かれているものとして扱う。
フォースを持つカードがスクエアを離れた場合、フォースはすべてトラッシュに置かれる。
デュナミス
エクストラデッキを置く秘匿ゾーン。プレイヤーから見て右手側、デッキより奥側。
通常の構築ルールに加え、ゼクス エクストラとシフト、ゼクス オーバーブーストから最大16枚で構築する。
基本は裏向きだが、プレイ後バトルによる破壊や除去などによりスクエアを離れたデュナミスに属するカードは不正エフェクトによりすべての処理に最優先でデュナミスに表向きで置かれる。
表向きのデュナミスは以降プレイしたりイグニッション・オーバーブーストできない。
テンポラリ
プレイされたカードや能力が置かれる公開ゾーン。概念的な領域で位置指定はない。
プレイヤー同士で共用し、最も新しいカードや能力が置かれる。
リムーブゾーン
除外されたカードを置く公開ゾーン。位置指定がないので大抵はプレイヤーカードの下かデッキの右横などに置かれる。
リムーブゾーンに置かれたカードは以降ゲーム中は存在しないものとして扱う。
しかし一部カードはここからカードを登場させたりすることができる。

## カード

### カードの種類
ゼクス
ユニットを示すカード。原則として登場したスクエアから移動することはできず、隣接したスクエアに攻撃ができる。色、コスト、名称、種族、能力、パワーといったパラメータを持つ。パワーは攻撃力と体力を兼任し、バトルや能力によって受けたダメージはそのターン中累積し、合計ダメージがパワーを超えたゼクスは破壊される。パワーはコスト×1500＋500を基準に、所持する能力によって一部の例外を除き500刻みで上下する。
イベント
使い捨ての能力を持つスペルを示すカード。色、コスト、名称、能力といったパラメータを持つ。前述の通り割り込みがないため、効果は即時処理する。
プレイヤーカード
プレイヤーを示すカード。色、名称、プレイヤー名といったパラメータを持つ。必ず用意する必要はないが、一部のカードは特定のプレイヤーである場合に能力が有効になる。なお、4倍サイズや金属製、キッチンタイマー内蔵やTシャツといった特殊なプレイヤーカードも存在するが、すべて公式の場で問題なく使える。
ゼクス エクストラ
降臨条件あるいは覚醒条件を満たすことでデュナミスから登場させられる特殊なゼクス。降臨条件はコストの支払いを必要としない代わりに、スクエアにある指定された自身のゼクスを1～5枚破壊する必要がある。覚醒条件はコストの支払いに加えて、指示された領域のカードを別の領域に動かす必要がある。エクストラのプレイは1ターンに1回までに限られる。
ゼクス オーバーブースト
カード2枚を上下に組み合わせて1枚のカードとして扱う特殊なゼクス。通常のゼクスのパラメータに加えプレイヤー名を持ち、初期状態でプレイヤー名を持たないオーバーブーストはプレイヤーカードのものを引き継ぐ。プレイによる登場できず、条件を満たした状態で「誓い/契り/祈り」というイベントをプレイすることで登場する(イグニッション・オーバーブースト)。エクストラと違い同一ターン中のプレイ回数に制限はないが、スクエアに自身が支配するものは1枚しか存在できない。また、オーバーブースト中はプレイヤーに対するあらゆるダメージを無効化する。
シフト
ゼクス オーバーブーストの上に重ねる特殊なカード。シフトが持つ色と名称、種族と能力をオーバーブーストに付与する。こちらもプレイ回数に制限はないが、自身が支配するオーバーブースト1枚につき1枚だけ重ねることができ、張り替えはできない。
トークン
ゲーム中に生成されるアイコン。ゼクスとしてのパラメータは持つが、スクエアを離れた場合不正エフェクトによって即座に消滅する。また、Tシャツ型プレイヤーカードなど『カード』として扱うのが難しいプレイヤーカードの代わりに置く場合もある。

### 色
ほとんどの各カードは、赤・青・白・黒・緑のいずれかの「色」を保持している。また、5色の「色」は、日本を5分割した各地域に対応している。なお、「白」は見た目が黄色のアイコン、「黒」は紫色のアイコンで表現されている。竜の巫女のようにどの世界にも属さない一部のカードは「無色」と呼ばれる、白色のアイコンで表現されている。無色はゲーム上「色のパラメーターを持たない」扱いとなり、色を参照する能力などの対象に含まれない。

### レアリティ
※PR（プロモ）を除き、上に記載しているものが高レアリティ
| 表記    | 読み                   | 備考 |
| ------- | ---------------------- | --- |
| UR      | ウルトラレア           | B10より登場。 |
| CVR     | キャラクターボイスレア | B04より登場。担当声優のサインが箔押しされている。 |
| IGR     | アイゴッドレア         | E01より登場。 |
| Z/XR    | ゼクスレア             | B24より廃止。 |
| SFR     | シフトレア             | B26より登場。シフト専用のレアリティ。 |
| OBR     | オーバーブーストレア   | B24より登場。ゼクス オーバーブースト専用のレアリティ。 |
| HR      | ヒロイックレア         | B20より登場。1BOXに必ず1枚封入されている。 |
| DR      | ドラゴンレア           | E07、E09に登場。HRと同等の扱い。 |
| 日本一R | ニッポンイチレア       | E08に登場。HRと同等の扱い。 |
| SR      | スーパーレア           | |
| R       | レア                   | |
| CR      | カプコンレア           | B21より登場。カプコンとのコラボカード専用のレアリティ。 |
| N       | ノーマル               | B20より登場。 |
| UC      | アンコモン             | B20より廃止。 |
| C       | コモン                 | B20より廃止。 |
| F       | フリー                 | フリーカードのレアリティは「F」固定だが、フリーカードではないカードにも「F」のレアリティが付与されている。 （クイックスタートデッキに収録された、コレクター番号（カード番号）の頭文字が「Q」のカード） |
| PR      | プロモ                 | 公式サイトのカード検索における読みは「プロモーション」。 |

## 世界観
作中世界の守護者である「始まりの竜」が3年前に突然休眠状態に入り、それを機に作中世界の未来の時間軸にある5つの世界がこの世界に繋がり各勢力がこの世界に侵攻、1つしか存在しない世界に6つの世界が混在する異常事態になっている。また、これら6つの世界とは別に複数の勢力が暗躍しているらしき気配がある。
特に同時多発的に5つのブラックポイントが発生した日本では首都機能が壊滅するなどの大打撃を受けているが、テレビやインターネットなどの世界中の情報インフラは生きており、市民や国家機関や軍事機関は情報戦が必需となっており、5つの世界が狭い範囲に混在している日本では各国の諜報機関や特殊部隊が暗躍する舞台にもなっている。5つの勢力がひしめき合っているため、日本は無政府状態であるにもかかわらず外国には危険地帯と認識されており、外国から侵攻される気配は無い。在日米軍は母国の惨状故に動けない状態である。

### 5つの世界（並行未来世界）
作中世界(並行過去世界)の未来の世界軸にある、この世界の未来となる可能性がある世界である。どの世界も世界が5つに分岐したためと内憂により破滅への道を辿っており、他の世界を消滅して未来を確定させることで自分達の世界を守ろうとしている。
赤の世界
所属地域：中国・九州（鳥取県、島根県、岡山県、広島県、山口県、福岡県、佐賀県、長崎県、熊本県、大分県、宮崎県、鹿児島県、沖縄県）
癌の克服や人類の長命化を目的に行われていた遺伝子の研究を悪用し、人類の遺伝情報を書き換えて弱らせる化学兵器が人種間の戦争に使用されたため人類の寿命は半減し、世界人口も半減。国家が崩壊した泥沼の戦争は終結したものの世界は破滅へ向かっていた。そこで、化学兵器が登場する前から行われていた人類を超える兵士の開発を目的とした「NOAH計画」を転用して新人類の創造に着手。化学兵器が使用される以前に生きていた人類の遺伝子を収集してこの計画に使用しようとしたために、世界中の偉人や英雄たちの遺伝子を発掘してクローン[ブレイバー]を作成した。ところが、このクローンは死んだ場所に連れて行くと生前の記憶が甦ることが判明したため、亡くした妹を甦らせようという野心を持っていた研究者によって計画は暴走。そして、最初に作られたブレイバーの1体が研究所を脱走したことをきっかけにその研究者が狂気に堕ち、かつて彼と共に計画の研究をしていた女研究者はそれを止めようとブレイバーの仮想敵として作成された巨大生物[ギガンティック]に研究所を攻撃させ、研究所は崩壊した。その際、どさくさに紛れて青年の編み出した技術を盗まんとする者たちも現れ混乱状態になっている。ブレイバーとギガンティックにミソスを加えた3つ巴の争いはその後も続いており、それらを生み出している各陣営はそれぞれの生産と能力強化に邁進・没頭し、収拾が付かなくなっている。
ブラックポイントは南アフリカのプレトリア。日本の中規模ブラックポイントは熊本県、宮崎県、鹿児島県にまたがる地域。自衛隊は北九州方面の部隊が対応したが撤退を余儀なくされている。福岡においてはBP発生後の方が治安が良くなった（理由は、ネットスラングでいうところの修羅の国状態が皮肉にも武力・暴力によって解決されたから）という世界的に見て稀有な状況となっている。
カードとしては直接攻撃や火力向上といった攻撃偏重の短期決戦向きの能力が多い。
青の世界
所属地域：中部・北陸（新潟県、富山県、石川県、福井県、山梨県、長野県、岐阜県、静岡県、愛知県、三重県）
ITや機械工学を主体とした科学技術の発達に狂騒する世界。7人のエンジニアが共同で人類の全てを記録するためのスーパーコンピュータ《シャスター》を開発したがその一人が『人類が滅ばない方法』を問うたところ、シャスターは人類の記憶のデータ化とその肉体の破棄を決定し人類と戦争を開始。結果、世界のほぼ全域がシャスターによって支配され、都市部の人類は生殖能力を奪われたクローンに置き換えられ、シャスターの監視と管理によるディストピアとなった。
都市部は一見平和な様子だが、一歩郊外に出ると治安維持部隊と非クローン人間ら反体制組織の泥沼の抗争が行われている。反体制組織が保有していた大型兵器は抗争の初期にメタルフォートレスによって破壊されたため、反体制組織は主に海底に逃れて活動している。また、シャスターを開発した7人の天才エンジニア「アドミニストレータ」は一枚岩ではないらしく、よそとは相容れない思惑で動いている者がいる模様。
ブラックポイントはアメリカのワシントン、日本の中規模ブラックポイントは長野県、岐阜県、富山県。自衛隊は静岡県方面に撤退している。
カードとしてはドローや場にあるゼクスを手札やデッキに戻すなどの手札操作関連のものや、ゼクスのスクエア移動などのトリッキーな攻撃関連のものが中心。
白の世界
所属地域：近畿・四国（滋賀県、京都府、大阪府、兵庫県、奈良県、和歌山県、徳島県、香川県、愛媛県、高知県）
精神の強さを求めた未来。資源の奪い合いから世界各地で紛争が勃発し人々の心に暗い影を落としたところに、神から遣わされた天使による救済を予言し、精神力を高め肉体からの脱皮を果たすことを目指したアルゼンチンの新興宗教団体「ペンドラゴン使徒教会」が貧困層の支持を集め、更に教団の教え通りに天使「ウリエルA.T」が降臨したことにより教団の信徒は爆発的に増加。選挙制度がある国では特に無視できない勢力となり、世界規模にまたがって台頭する国家の枠を超えた一大勢力になる。一方、ウリエルは最も精神力の高い3人の人間を見出すと彼らをエンジェル化し「四大天使」とし、その3名と共に各々3人を配下のエンジェル「十二使徒」にした。それ後、上位の天使が精神力が高い人間を次々とエンジェル化し、その数が人類の1/6を占めるようになった頃、ウリエルの指導によって世界は十二使徒が管理する12の地域に分けられ、精神力によって階級を決める階級社会を形成。そんな中で精神力を持たない人類の駆逐を目論むガブリエルが他の四大天使を放逐してトップに立ち、エンジェル化出来ない人類を虐待・虐殺している。ウリエルはそのことを憂いており、それに対抗する策を密かに練っている模様。
ブラックポイントはアルゼンチンのブエノスアイレス、日本の中規模ブラックポイントは奈良県と和歌山県の中間辺り。
カードとしては相手の攻撃力を下げるなどの防御に特化した効果が多い。
黒の世界
所属地域：関東（茨城県、栃木県、群馬県、埼玉県、千葉県、東京都、神奈川県）
死の概念が暴走した世界。故意に起こされた大恐慌によって地球上のすべての国家が財政破綻し、7つの大企業が国家に代わって人類を支配している。その企業団体《円卓会議(KORT)》による支配は最初の内は当初の予想とは裏腹に平和な世界をもたらしたが、それに飽きた円卓会議の長たちが不老不死を求めた結果、とある元傭兵がもたらした殺した相手の寿命を奪う仮面を複製し他者の命を奪う殺戮の世界に転落。全ての仮面は複製元である、7つあるオリジナルと同じ性質を持ち、それらは七つの大罪になぞらえた属性が与えられている。
仮面を持つ者たちはいつしか本来の目的である不老不死を忘れ、永い寿命の暇つぶしとして殺戮を行うようになり純粋な人類は既に絶滅してしまっている。
ブラックポイントは東京の大部分および、千葉県、埼玉県、神奈川県の一部を巻き込んだ地域。
カードとしてはトラッシュやチャージの操作や利用、無差別なカード破壊など、長期戦向きの能力が多い。
緑の世界
所属地域：北海道・東北（北海道、青森県、岩手県、宮城県、秋田県、山形県、福島県）
バイオプラントで砂漠を緑化をしていた環境NPO「リンドヴルム協会」のとある研究者が寄生生物のDNAをバイオプラントに混入し、地球上の生命を全て植物化しようと企んだ結果、植物に侵略された世界。それに対抗すべく多くの犠牲者を出した人体実験の結果、植物と融合した昆虫のDNAを取り込み植物と同化した人類や獣の因子を取り込んだ人類が誕生した。
全植物が一つとなり構築したネットワーク《大樹ユグドラシル》を信奉する勢力とそれに対抗する戦力が存在したが、後者はプラセクトの大規模侵攻により壊滅したとされる。植物に大地の気を吸い尽くされた土地が多く存在し、豊かな土地を奪い合う苛烈な環境から、ブラックポイント発生後はほとんどの住人が並行過去世界に避難している。
ブラックポイントはフランスのパリ、日本の中規模ブラックポイントは十和田湖周辺。自衛隊は北海道に撤退している。
カードとしてはリソース関連の能力が中心。

### 異世界
上記の5つの並行未来世界とは根本的に異なる、完全な別世界。
《神域(デュナミス)》
並行過去世界《竜域(エネルゲイア)》と対を為すもう一つの世界。《神(ディンギル)》と呼ばれる高位生命体が住む世界で、彼らは現実で言うところのシュメール/バビロニア系神話の神々の名前を持ち、竜域に住む人類や始まりの竜を敵視している。神々は不滅の存在であり、たとえ竜域での肉体を破壊されたとしても復活が可能。またリソース適性がある人間やゼクスの願いを叶え、異能を授けることもできるが、願いを叶えられた者は精神的に歪み、やがて神の養分として魂が焼失する末路を辿る。
『黎明』エンキ、『氾慄』エンリル、『裁決』アヌを頂点に据えた絶対的な階級社会を築き、現在指導者として君臨するエンリルとアヌの指揮のもと竜域を滅ぼすべく侵攻している。
カードとしてはすべてデュナミスに属するため通常のデッキに入らず、色ごとに異なる性質を持つ。
異海
神域とも竜域とも異なる高位次元。その歴史は古くエンキによる竜域の発見よりも前に神域と接触し、大災害を引き起こした記録が残されている。竜域とは遥か宇宙の彼方、あるいは深海の果てで繋がっているとも言われ、度々人類とも接触しているが伝承や虚構の存在として記録されていた。
異海に住む住民はク・リトと呼ばれ、物質的な肉体を持たない精神生命体であるため竜域で活動するには依代となる器が必要となる。特に最強の存在ア・ザトアースから生まれたシュブニ・グ、ヨグ・ソティス、ニャルラトの三体は顕臨姫と呼ばれる特殊な依代が必要不可欠。
カードとしては無色のものが多く、トークン「異形の落とし仔」の生成やシフトの扱いに特化している。

## キャラクター

### 赤の世界
黒崎神門（くろさき みかど）
声 - 中村悠一 / 絵 - 小林智美
性別：男/年齢：18歳/出身地：東京都→福岡県
赤の世界の主人公。
アレキサンダー
声 - 檜山修之
性別：男/種族：ブレイバー
神門のパートナー。
倉敷世羅（くらしき せら）
声 - 金元寿子 / 絵 - 狗神煌
性別：女/年齢：9歳/出身地：埼玉県
赤の世界の主人公。
オリハルコンティラノ
声 - 清水健佑
性別：女/種族：ギガンティック
世羅のパートナー。
蝶ヶ崎ほのめ（ちょうがさき ほのめ）
声 - 遠藤ゆりか→佐伯伊織（ドラマCD『ニグたんの呼び声』以降）/ 絵 - 希
性別：女/年齢：18歳/出身地：長崎県
迦陵頻伽（かりょうびんが）
声 - 鈴木絵理
性別：女/種族：ミソス
ほのめのパートナー。
都城出雲（みやこのじょう いずも）
声 - 柿原徹也 / 絵 - 萩谷薫
性別：男/年齢：24歳/出身地：広島県
ガーンデーヴァ
声 - 幸村恵理
性別：女/種族：マイスター
出雲のパートナー。

### 青の世界
各務原あづみ（かがみはら あづみ）
声 - 小倉唯 / 絵 - 藤真拓哉
性別：女/年齢：14歳/出身地：岐阜県
青の世界の主人公。
リゲル
声 - 内田彩
性別：女/種族：バトルドレス
あづみのパートナー。
戦斗怜亜（せんと れいあ）
声 - 上坂すみれ / 絵 - 山田J太
性別：男/年齢：10歳/出身地：愛知県（埼玉県育ち）
青の世界の主人公。
ローレンシウム
声 - 小野友樹
性別：男/種族：メタルフォートレス
怜亜のパートナー。
雷鳥超（らいちょう すぐる）
声 - 蒼井翔太 / 絵 - 山田J太
性別：男/年齢：11歳/出身地：福井県
サイクロトロン
性別：男/種族：メタルフォートレス
超のパートナー。
獅子島・L・七尾（しししま・レーベ・ななお）
声 - 東山奈央 / 絵 - べっかんこう
性別：女/年齢：13歳/出身地：マサチューセッツ州
シンクロトロン
性別：不明/種族：キラーマシーン
七尾のパートナー。
天竜ゆたか（てんりゅう ゆたか）
声 - 茜屋日海夏 / 絵 - Xin＆obiwan
性別：女/年齢：17歳/出身地：静岡県
フレデリカ
声 - こやまきみこ
性別：女/種族：マーメイド
ゆたかのパートナー。

### 白の世界
天王寺飛鳥（てんのうじ あすか）
声 - 下野紘 / 絵 - 碧風羽
性別：男/年齢：16歳/出身地：大阪府
白の世界の主人公。
フィエリテ
声 - M・A・O
性別：女/種族：エンジェル
飛鳥のパートナー。
弓弦羽ミサキ（ゆずりは みさき）
声 - 石原夏織 / 絵 - 安達洋介
性別：女/年齢：16歳/出身地：香川県（推定）
白の世界の主人公。
サー・ガルマータ
声 - 間島淳司
性別：男/種族：ガーディアン
ミサキのパートナー。
上柚木さくら（かみゆぎ さくら）
声 - 立花理香 / 絵 - にもし
性別：女/年齢：14歳/出身地：千葉県
上柚木八千代の双子の妹。上柚木綾瀬とは従姉妹。
フォスフラム
声 - 斎賀みつき
性別：女/種族：フォスフラム
さくらのパートナー。
ニーナ・シトリー
声 - 久野美咲 / 絵 - 和錆
性別：女/年齢：15歳/出身地：ロシア→アルゼンチン
メインクーン
声 - 村川梨衣
性別：男/種族：ケット・シー
ニーナのパートナー。

### 黒の世界
上柚木綾瀬（かみゆぎ あやせ）
声 - 沢城みゆき / 絵 - 吟
性別：女/年齢：16歳/出身地：神奈川県
黒の世界の主人公。
ズィーガー
声 - 井上和彦
性別：男/種族：プレデター
綾瀬のパートナー。
天王寺大和（てんのうじ やまと）
声 - 谷山紀章 / 絵 - 桐島サトシ
性別：男/年齢：22歳/出身地：大阪府
黒の世界の主人公。天王寺飛鳥の兄。
クレプス
声 - 牧野由依
性別：女/種族：ディアボロス
大和のパートナー。
上柚木八千代（かみゆぎ やちよ）
声 - 村川梨衣 / 絵 - にもし
性別：女/年齢：14歳/出身地：千葉県
上柚木さくらの双子の姉。上柚木綾瀬とは従姉妹。
アルモタヘル
声 - 村中知
性別：男/種族：プレデター
八千代のパートナー。
イリューダ・オロンド
声 - 小山力也 / 絵 - 匈歌ハトリ
性別：男/年齢：?歳/出身地：不明
マルディシオン
性別：不明/種族：ノスフェラトゥ/トーチャーズ
イリューダのパートナー。
黒崎春日（くろさき かすが）
声 - 藤田茜 / 絵 - 狗神煌
性別：女/年齢：13歳/出身地：東京都
黒崎神門の妹。
ネイ
声 - 小岩井ことり
性別：女/種族：ノスフェラトゥ
春日のパートナー。

### 緑の世界
青葉千歳（あおば ちとせ）
声 - 内田真礼 / 絵 - 竜徹
性別：女/年齢：19歳/出身地：宮城県
緑の世界の主人公。
龍膽
声 - 浅沼晋太郎
性別：男/種族：ホウライ
千歳のパートナー。
剣淵相馬（けんぶち そうま）
声 - 細谷佳正 / 絵 - 堀愛里
性別：男/年齢：19歳/出身地：北海道
緑の世界の主人公。
フィーユ
声 - 小澤亜李
性別：女/種族：ライカンスロープ
相馬のパートナー。
百目鬼きさら（どうめき きさら）
声 - 日高里菜 / 絵 - 柴乃櫂人
性別：女/年齢：7歳/出身地：山形県
ヴェスパローゼ
声 - 大西沙織
性別：女/種族：プラセクト
きさらのパートナー。
桜街紗那（さくらこうじ しゃな）
声 - 千菅春香 / 絵 - かわく
性別：男/年齢：14歳/出身地：沖縄県
ユーディ
声 - ランズベリー・アーサー
性別：男/種族：リーファー
紗那のパートナー。「桜街家」の一人。
ポピー
声 - 楠田亜衣奈
性別：女/種族：リーファー
「桜街家」の一人。
カーネーション
声 - 星谷美緒
性別：女/種族：リーファー
「桜街家」の一人。
ツンベルギア
声 - 春村奈々
性別：女/種族：リーファー
「桜街家」の一人。

### 異海
夜刀うらら(やと うらら)
声 - 小松未可子 / 絵 - 天川さっこ

### 竜の巫女
竜の巫女（始まりの竜の巫女エア）
声 - 桑島法子 / 絵 - 堀愛里
性別：女
現世界の竜の巫女。
赤の竜の巫女メイラル
声 - 佐倉綾音 / 絵 - 竜徹
性別：女/年齢：17歳（外見）
赤の世界を司る巫女。
ロードクリムゾン
性別：不明/種族：グロリアスドラゴン
メイラルのパートナー。
青の竜の巫女ユイ
声 - 洲崎綾 / 絵 - 七六
性別：女/年齢：16歳（外見）
青の世界を司る巫女。
ヘリカルフォート
性別：不明/種族：ギアドラゴン
ユイのパートナー。
白の竜の巫女ニノ
声 - 西明日香 / 絵 - にもし
性別：女/年齢：15歳（外見）
白の世界を司る巫女。
イノセントスター
性別：不明/種族：エンジェリックドラゴン
ニノのパートナー。
黒の竜の巫女バラハラ
声 - 早見沙織 / 絵 - 吟
性別：女/年齢：19歳（外見）
黒の世界を司る巫女。
レルムレイザー
性別：不明/種族：クルーエルドラゴン
バラハラのパートナー。
緑の竜の巫女クシュル
声 - 今井麻美 / 絵 - 堀愛里
性別：女/年齢：18歳（外見）
緑の世界を司る巫女。
ノーブルグローヴ
性別：不明/種族：ヴァインドラゴン
クシュルのパートナー。

### その他の登場人物
カール・ワイバーン
絵 - 碧風羽
獅子島七尾の父親。

### その他のプレイヤーカード
タイアップ企画などでのプレイヤーカードとして収録されたキャラクター
| 名前                         | 備考 |
| ---------------------------- | --- |
| アサギ                       | 日本一ソフトウェアとのコラボキャラクター。『Z/X 絶界の聖戦』予約特典「アサギ・メタモルフォーゼ」としても収録。 |
| ラハール                     | 日本一ソフトウェアとのコラボキャラクター。                                                                     |
| フロン                       | 日本一ソフトウェアとのコラボキャラクター。                                                                     |
| エトナ                       | 日本一ソフトウェアとのコラボキャラクター。                                                                     |
| メタリカ                     | 日本一ソフトウェアとのコラボキャラクター。                                                                     |
| ラズベリル                   | 日本一ソフトウェアとのコラボキャラクター。                                                                     |
| キリア                       | 日本一ソフトウェアとのコラボキャラクター。                                                                     |
| プリニー                     | 日本一ソフトウェアとのコラボキャラクター。                                                                     |
| チェルカ                     | 日本一ソフトウェアとのコラボキャラクター。                                                                     |
| 妖路歴程                     | 日本一ソフトウェアとのコラボキャラクター。                                                                     |
| むてん丸                     | 『回転むてん丸』とのコラボキャラクター。                                                                       |
| 海美・シーラ                 | 『回転むてん丸』とのコラボキャラクター。                                                                       |
| シャム・メルルーサ           | 『回転むてん丸』とのコラボキャラクター。                                                                       |
| シック・ヴァラクロロフェノル | 『回転むてん丸』とのコラボキャラクター。                                                                       |
| えつみん                     | 『E☆2』とのコラボキャラクター。                                                                                |
| 指揮官                       | 『アズールレーン』とのコラボキャラクター。                                                                     |

| 名前                             | 備考 |
| -------------------------------- | --- |
| マスコットキャラクター リンクル  | ブロッコリーカードゲーム課のマスコットキャラクター。 |
| プリンちゃん                     | 日本一ソフトウェアが運営するキャラクターグッズ＆TCGショップ『プリニークラブ』の看板娘キャラクター。以下の4種類が存在する - P01-020 PRINNY CLUB 看板娘プリンちゃん - P03-022 ロッケンブルー プリンちゃん - P07-024 地域限定魔法少女マジカル・プリンちゃん - P12-011 看板メイドプリンちゃん （他に、ゼクス「F05-009 絶対的守護神ゴプリオン」が存在する） |
| 萌音楽研究者 小池雅也（4444ver） | テーマ曲CD『ゼクス〜強いチカラ〜』とのタイアップ。作編曲を担当した小池雅也をモデルとしたキャラクター。 （他に、ゼクス「P03-020 萌音楽発信器 月宮うさぎ（U3G-百式）」が存在する） |
| 札引かもね                       | 『でゅえるメイト』とのコラボカード。 |
| 神宮寺レン                       | 『うたの☆プリンスさまっ♪』とのコラボカード。 |
| Vジャンプを統べる者イヨク        | 『Vジャンプ』編集長・伊能昭夫をモデルとしたキャラクター。 |
| イグニッション久保田             | 本作プロデューサー・イグニッション久保田（久保田俊介）をモデルとしたキャラクター。 |
| コード・ピルルク                 | 『WIXOSS』とのコラボカード。どちらのゲームでも使用することが可能で、Z/Xでは「各務原あづみ」として扱う。 |
| ステコ                           | ホビーステーションとのコラボカード。ゲーム中は「倉敷世羅」として扱う。 |
| ららみ                           | カードラボとのコラボカード。ゲーム中は「蝶ヶ崎ほのめ」として扱う。 |
| 春村奈々                         | フォローアップユニット「イグニッションガールズ」とのコラボカード。 |
| 星谷美緒                         | フォローアップユニット「イグニッションガールズ」とのコラボカード。 |

## カードリスト

### パック
| 発売日                           | ナンバリング | 製品名                                       |
| -------------------------------- | ------------ | -------------------------------------------- |
| 2012年7月27日                    | B01          | 異世界との邂逅                               |
| 2012年10月26日                   | B02          | 巨神の咆哮                                   |
| 2013年1月25日                    | B03          | 五帝竜降臨                                   |
| 2013年4月26日                    | B04          | 黒騎神の強襲（こっきしんのきょうしゅう）     |
| 2013年7月25日                    | B05          | 覇王の凱歌（はおうのがいか）                 |
| 2013年10月24日                   | B06          | 五神竜の巫女（ごしんりゅうのみこ）           |
| 2014年1月23日                    | B07          | 運命の相剋（うんめいのそうこく）             |
| 2014年4月24日                    | B08          | 神祖の胎動（しんそのたいどう）               |
| 2014年7月17日                    | B09          | 覇者の覚醒（はしゃのかくせい）               |
| 2014年10月23日                   | B10          | 真紅の戦乙女（しんくのおとめ）               |
| 2015年1月22日                    | B11          | 神子達の戦場（かみこたちのいくさば）         |
| 2015年4月23日                    | B12          | 魔蠱の人形姫（まこのにんぎょうひめ）         |
| 2015年7月16日                    | B13          | 変革の疾風（へんかくのかぜ）                 |
| 2015年10月22日                   | B14          | 断罪の白焔弓（だんざいのはくえんきゅう）     |
| 2016年1月28日                    | B15          | 起動！超神器（きどう！ちょうしんき）         |
| 真神降臨編（コード：ディンギル） |              |                                              |
| 2016年4月21日                    | B16          | 神域との邂逅（デュナミスとのかいこう）       |
| 2016年7月28日                    | B17          | 裏切りの連鎖（チェイン・ビトレイアル）       |
| 2016年10月27日                   | B18          | 覚醒する希望（ウェイカーズ・ジェネシス）     |
| 2017年1月26日                    | B19          | 覇神を穿つ者（ギルガメシュ・ブレイカー）     |
| 運命廻放編（コード：サンサーラ） |              |                                              |
| 2017年4月27日                    | B20          | 祝福の蒼空（ブレッシング・スカイ）           |
| 2017年7月20日                    | B21          | 叛逆の狼煙（シード・オブ・リベリオン）       |
| 2017年10月26日                   | B22          | 因果からの脱出（フェイト・ヴァニッシャー）   |
| 2018年1月25日                    | B23          | 天魔神狂乱（マッド・オーバーロード）         |
| 誓約舞装編（コード：エンゲージ） |              |                                              |
| 2018年4月26日                    | B24          | 絆が導く未来（エヴォリューション・コネクト） |
| 2018年7月26日                    | B25          | 明日に輝く絆（シャイニング・ユナイト）       |
| 2018年10月25日                   | B26          | 境界を断つ剣（シフト・インフィニティ）       |
| 2019年1月31日                    | B27          | 未来の叙事詩（エース・クロニクル）           |
| 異姫夢装編（コード：クトゥルフ） |              |                                              |
| 2019年4月25日                    | B28          | 星界の来訪者（アストラル・ストレンジャー）   |
| 2019年7月25日                    | B29          | 夢を継ぐ星々（クロス・メッセンジャー）       |

### 特殊パック

#### EXパック
| 発売日         | ナンバリング | 製品名                               |
| -------------- | ------------ | ------------------------------------ |
| 2012年9月28日  | E01          | 英雄達の宴                           |
| 2013年9月26日  | E02          | 日本一ソフトウェア                   |
| 2014年8月28日  | E03          | 回転むてん丸                         |
| 2014年12月18日 | E04          | 日本一ソフトウェア 2                 |
| 2015年8月20日  | E05          | 蒼海の大決闘                         |
| 2016年2月25日  | E06          | 乙女の聖戦                           |
| 2016年12月15日 | E07          | 真竜の戦歌                           |
| 2017年3月2日   | E08          | 日本一ソフトウェア 3                 |
| 2017年8月24日  | E09          | サマ・ドラ                           |
| 2017年12月21日 | E10          | オール☆ゼクスターズ                  |
| 2018年6月28日  | E11          | よめ♡ドラ                            |
| 2018年8月30日  | E12          | E☆2                                  |
| 2018年11月22日 | E13          | ゼクステージ！                       |
| 2018年12月20日 | E14          | アズールレーン                       |
| 2019年5月30日  | E15          | ゼクス ドリームホロパック ゼク・ドリ |
| 2019年6月30日  | E16          | ちび☆ドラ                            |
| 2019年8月29日  |              | サマーステージ!!                     |
| 2019年9月26日  |              | Code reunion                         |

#### キャラクターパック
| 発売日         | ナンバリング | 製品名               |
| -------------- | ------------ | -------------------- |
| 2017年4月27日  | CP01         | リゲル               |
| 2017年7月20日  | CP02         | アルモタヘル         |
| 2017年7月20日  | CP03         | ヴェスパローゼ       |
| 2017年10月26日 | CP04         | オリハルコンティラノ |
| 2018年1月25日  | CP05         | ハジマリノミコ       |
| 2018年4月12日  | BG01         | ビギナーズパック     |

#### プレミアムパック
| 発売日        | ナンバリング | 製品名     |
| ------------- | ------------ | ---------- |
| 2018年9月27日 | ZP01         | ゼクプレ！ |

### カードガチャ専売商品
| 発売日        | ナンバリング | 製品名                          |
| ------------- | ------------ | ------------------------------- |
| 2018年10月1日 | G01          | ロイヤルセレクション            |
| 2019年6月6日  | G02          | ドラゴンセレクション            |
| 2019年6月18日 | G03          | 長知内ユーリ♥コンプリートセット |

### 構築済みデッキ

#### スターターデッキ
| 発売日         | ナンバリング | 製品名                  |
| -------------- | ------------ | ----------------------- |
| 2012年12月8日  | C01          | 天王寺飛鳥 天使の慈愛   |
| 2012年12月8日  | C02          | 上柚木綾瀬 黒獣の闘剣   |
| 2013年6月30日  | C03          | 各務原あづみ 蒼星の剣姫 |
| 2013年6月30日  | C04          | 青葉千歳 翠龍の双刃     |
| 2013年12月12日 | C05          | 天王寺飛鳥&上柚木綾瀬   |
| 2013年12月12日 | C06          | 黒崎神門&青葉千歳       |
| 2013年12月12日 | C07          | 各務原あづみ&倉敷世羅   |
| 2014年6月26日  | C08          | 英雄王の進撃            |
| 2014年6月26日  | C09          | 妖艶なる魔力            |
| 2014年12月18日 | C10          | 孤高の反逆者            |
| 2015年2月22日  | C13          | 闇竜の至宝              |
| 2015年3月26日  | C11          | 正義の鉄槌              |
| 2015年6月25日  | C12          | 灼熱の暴竜              |
| 2015年9月17日  | C14          | 戦陣の獅子              |
| 2016年3月13日  | C15          | 幽艶の魔人              |
| 2016年6月23日  | C16          | 純白の双翼              |
| 2016年8月20日  | C17          | 漆黒の堕界              |
| 2016年12月15日 | C18          | 導きの巫女              |

#### スタートダッシュデッキ
| 発売日        | ナンバリング | 製品名                     |
| ------------- | ------------ | -------------------------- |
| 2018年9月30日 | SD01         | エンジョイ！マーメイド     |
| 2019年2月21日 | SD02         | エンジョイ！ノスフェラトゥ |
| 2019年9月26日 |              | エンジョイ！リゲル         |

#### クイックスタートデッキ
| 発売日        | ナンバリング | 製品名     |
| ------------- | ------------ | ---------- |
| 2013年4月26日 | Q            | 黒焔の秘石 |
| 2013年4月26日 | Q            | 瑠璃の樹海 |

#### 書籍同梱
| 発売日        | ナンバリング | 製品名                            |
| ------------- | ------------ | --------------------------------- |
| 2018年10月4日 | CS           | ZX Code reunion 第１巻 特製デッキ |

### フリーカード冊子
| 配布開始日     | ナンバリング | 製品名                                         |
| -------------- | ------------ | ---------------------------------------------- |
| 2012年4月28日  | F01 F02      | 紅蓮の英雄&漆黒の魔人                          |
| 2012年5月13日  | F03 F04      | 深緑の樹人&純白の天使                          |
| 2012年6月15日  | F05          | 紺碧の機兵                                     |
| 2012年8月      | F06          | 暗黒の饗宴&聖光の祝祭                          |
| 2012年9月7日   | F07          | 真紅の輝石&蒼空の戦機                          |
| 2012年11月16日 | F08          | 闇夜の輪舞&陽光の旋律                          |
| 2013年2月22日  | F09          | 蒼天の獅子&白銀の護騎                          |
| 2013年5月24日  | F10          | 聖戦の乙女＆楽園の大樹                         |
| 2013年8月23日  | F11          | 紅焔の魔獣＆黒闇の幽鬼                         |
| 2013年11月19日 | F12          | 蒼海の盟約&極彩の花舞                          |
| 2014年2月11日  | F13          | 戦神の抱擁&天界の光鎚                          |
| 2014年5月11日  | F14          | 蒼穹の鉄騎&慟哭の剣鬼                          |
| 2014年6月      | F15          | 回転むてん丸                                   |
| 2014年8月9日   | F16          | 光輝の聖獣&大輪の萌芽                          |
| 2014年11月10日 | F17          | 暁天の閃撃&宵闇の道化                          |
| 2015年2月19日  | F18          | 大海の提督&葬送の白煙                          |
| 2015年5月18日  | F19          | 焔血の蛇王&波音の奏曲                          |
| 2015年8月9日   | F20          | 暁闇の女王&紅樹の狩人                          |
| 2015年11月17日 | F21          | 聖女の願い&龍王の野望                          |
| 2016年3月3日   | F22          | 天使と猫の舞踏                                 |
| 2016年5月23日  | F23          | 魔蜂兵の襲撃                                   |
| 2016年8月23日  | F24          | 陽気な洋館                                     |
| 2016年11月18日 | F25          | 紅蓮の忍                                       |
| 2017年3月10日  | F26          | 双星の旅立ち                                   |
| 2017年6月2日   | F27 F28      | 災翼の鎮魂歌＆謀略の蠱惑妃                     |
| 2017年8月8日   | F29          | 連撃する暴君                                   |
| 2017年11月18日 | F30          | 満面の神猫                                     |
| 2018年2月16日  | F31          | 久遠の誓約                                     |
| 2018年6月8日   | F            | 『El shaddai（エルシャダイ）』エンジョイセット |

## イベント
| 開催日        | タイトル                                | 開催地         | 開催地 | 開催地                     |
| ------------- | --------------------------------------- | -------------- | ------ | -------------------------- |
| 2012年5月19日 | 第1話 別府湾攻防戦 - Sunset Intercept - | 中国・九州編   | 福岡   | ASCビル                    |
| 2012年5月26日 | 第2話 佐渡防衛線 - Crimson Invasion -   | 中部・北陸編   | 名古屋 | 愛鉄連厚生年金基金会議室   |
| 2012年6月3日  | 第3話 憎しみの魔人 - The Abyss -        | 関東編         | 東京   | ベルサール飯田橋ファースト |
| 2012年6月10日 | 第4話 涙の復讐者 - Avenger of Tears -   | 近畿・四国編   | 大阪   | 大阪アカデミア             |
| 2012年6月30日 | 第5話 小さな守護者 - Little Guardian -  | 北海道・東北編 | 仙台   | ベルエア会館               |

| 開催日         | タイトル                                 | 開催地       | 開催地 | 開催地                           |
| -------------- | ---------------------------------------- | ------------ | ------ | -------------------------------- |
| 2012年9月1日   | 第1話 第一次乙女大戦 - Jealousic Spark - | 近畿・四国編 | 大阪   | 新梅田研修センター Gホール       |
| 2012年9月2日   | 第2話 猫の恩返し - The Cat Returns -     | 中部・北陸編 | 名古屋 | 愛鉄連厚生年金基金会館 大会議室  |
| 2012年9月8日   | 第3話 渇望 - Three Rogues -              | 関東編       | 東京   | 都立産業貿易センター台東館 7F    |
| 2012年10月13日 | 第4話 仮面罵倒会 - Game Reserve -        | 北海道編     | 札幌   | カードラボ 札幌                  |
| 2012年10月14日 | 第4話 仮面罵倒会 - Game Reserve -        | 東北編       | 仙台   | ホビーステーション 仙台駅前2号店 |
| 2012年10月27日 | 第5話 仁義なき戦い - Crimson Roar -      | 中国編       | 広島   | 広島県立広島産業会館             |
| 2012年10月28日 | 第5話 仁義なき戦い - Crimson Roar -      | 九州編       | 博多   | 福岡交通センター                 |

| 開催日        | タイトル                                  | 開催地 | 開催地 | 開催地                                     |
| ------------- | ----------------------------------------- | ------ | ------ | ------------------------------------------ |
| 2013年2月3日  | 第1話 ベイブリッジの死闘 - Destiny Bane - | 関東編 | 東京   | ベルサール秋葉原「秋葉原ゼクストリーム」内 |
| 2013年3月3日  | 第2話 贖罪の羊 - Atonement -              | 近畿編 | 大阪   | 難波御堂筋ホール 10Fホール                 |
| 2013年3月24日 | 第3話 紅に染まる羽 - Lex Aeterna -        | 九州編 | 福岡   | 南福岡自動車学校                           |
| 2013年4月7日  | 第4話 蒼紅激突 - Sera Strikes! -          | 中部編 | 愛知   | ウィンクあいち 6F展示場                    |
| 2013年4月20日 | 第5話 真夜中の逃走劇 - Secret Night -     | 東北編 | 宮城   | TKP仙台カンファレンスセンター              |

| 開催日         | タイトル                                  | 開催地         | 開催地 | 開催地                                                  |
| -------------- | ----------------------------------------- | -------------- | ------ | ------------------------------------------------------- |
| 2013年9月16日  | 第1話 紡がれる戦記 - Trigger of War -     | 関東編         | 東京   | ベルサール秋葉原「秋葉原ゼクストリーム 2013. AUTUMN」内 |
| 2013年10月6日  | 第2話 兵火燃ゆる灼熱の森 - Black Coffin - | 北海道・東北編 | 北海道 | 札幌コンベンションセンター 207会議室                    |
| 2013年10月13日 | 第3話 めざめよー - Innocent Faith -       | 近畿・四国編   | 大阪   | 難波御堂筋ホール                                        |
| 2013年11月10日 | 第4話 正義の黄昏 - Justice Zero -         | 中部・北陸編   | 愛知   | 名古屋プライムセントラルタワー 第1～第5会議室           |
| 2013年11月24日 | 第5話 闘争心 - Sunset Intercept 2 -       | 中国・九州編   | 福岡   | 博多スターレーン 1F Aホール                             |

| 開催日        | タイトル                                       | 開催地         | 開催地 | 開催地                                                 |
| ------------- | ---------------------------------------------- | -------------- | ------ | ------------------------------------------------------ |
| 2014年3月9日  | 第1話 すれ違う想い - Monochrome Memories -     | 関東編         | 東京   | ベルサール秋葉原「秋葉原ゼクストリーム 2014.SPRING」内 |
| 2014年4月13日 | 第2話 二つの忠義 - Battle of Bust Broke Out -  | 近畿・四国編   | 大阪   | 大阪会館 A・B・Cホール                                 |
| 2014年5月11日 | 第3話 正義の黄昏 そして 暁 - Justice Express - | 中部・北陸編   | 名古屋 | ウィンクあいち 6F                                      |
| 2014年6月8日  | 第4話 猫ふんじゃった - Ne-Co Fun Jitter -      | 中国・九州編   | 岡山   | 第一セントラルビル 1号館 9F大ホール                    |
| 2014年7月6日  | 第5話 戦火晴らす不知夜の月 - Raid on -         | 北海道・東北編 | 札幌   | ACU/アキュ 大研修室 1614                               |

| 開催日         | タイトル                                         | 開催地         | 開催地 | 開催地                                                 |
| -------------- | ------------------------------------------------ | -------------- | ------ | ------------------------------------------------------ |
| 2014年9月7日   | 第1話 最期の一撃 - Fallen Angel Killer -         | 関東編         | 東京   | ベルサール秋葉原「秋葉原ゼクストリーム 2014.AUTUMN」内 |
| 2014年10月12日 | 第2話 おまえをボコすデース！ - Scarlet Maidens - | 中部・北陸編   | 名古屋 | ウィンクあいち                                         |
| 2014年11月3日  | 第3話 白黒つけようや - Lagrangian Point -        | 近畿・四国編   | 大阪   | 難波御堂筋ホール                                       |
| 2014年12月14日 | 第4話 その輝きは700光年の彼方 - Mobius Loop -    | 北海道・東北編 | 仙台   | TKPガーデンシティ仙台                                  |
| 2015年1月25日  | 第5話 怒髪天を衝く - Last Dance -                | 中国・九州編   | 福岡   | FFB HALL                                               |

| 開催日        | タイトル                                      | 開催地       | 開催地 | 開催地                           |
| ------------- | --------------------------------------------- | ------------ | ------ | -------------------------------- |
| 2015年2月22日 | 第1話 まけられない！ - Bonds of Friendship -  | 関東         | 東京   | 秋葉原ゼクストリーム 2015.SPRING |
| 2015年3月29日 | 第2話 罪深き天使の牢獄 - Adonai Melekh -      | 近畿・四国   | 大阪   | ATC特設会場                      |
| 2015年4月26日 | 第3話 怒りの斬魔真紅剣 - 299 Cait Sith -      | 中部・北陸   | 名古屋 | ウィンクあいち                   |
| 2015年5月31日 | 第4話 魔蜂姫の虜囚 - Intention of Yggdrasil - | 北海道・東北 | 札幌   | アスティホール                   |
| 2015年7月5日  | 第5話 消失 - Dimension Crush -                | 中国・九州   | 福岡   | スターレーン                     |

| 開催日         | タイトル                                            | 開催地       | 開催地 | 開催地                           |
| -------------- | --------------------------------------------------- | ------------ | ------ | -------------------------------- |
| 2015年9月13日  | 第1話 断罪を待つ銃口 - Disruption of Heart sound -  | 関東         | 東京   | 秋葉原ゼクストリーム 2015.AUTUMN |
| 2015年10月11日 | 第2話 わたくしの為に鐘は鳴る - M's Message -        | 近畿・四国   | 大阪   | 難波御堂筋ホール                 |
| 2015年11月3日  | 第3話 蒼の矢 黒の矢 紅の矢 - Asterism -             | 中部・北陸   | 名古屋 | ウィンクあいち                   |
| 2015年12月5日  | 第4-1話 ソーマが眠る地で - Next Future -            | 中国・九州   | 北九州 | あるあるCity B1F                 |
| 2016年1月17日  | 第4-2話 譲れない気持ち - Innocent Knuckle -         | 中国・九州   | 岡山   | カードゲームショップ オレタン！  |
| 2016年1月30日  | 第5-1話 わかれみち - Far Away -                     | 北海道・東北 | 仙台   | ホビーステーション 仙台店        |
| 2016年2月27日  | 第5-2話 義によって助太刀いたす - Samurai Carnival - | 北海道・東北 | 札幌   | アメニティドリーム 札幌店        |

| 開催日        | タイトル                                   | 開催地       | 開催地 | 開催地                             |
| ------------- | ------------------------------------------ | ------------ | ------ | ---------------------------------- |
| 2016年3月13日 | 第1話 英雄に仇なす獣 - Sakura Chill -      | 関東         | 東京   | ゼクストリーム in 池袋 2016.SPRING |
| 2016年4月17日 | 第2話 終末の訪れ - Wander the Ruin -       | 中部・北陸   | 名古屋 | ウィンクあいち                     |
| 2016年5月8日  | 第3話 お願い、しんじて！ - Believe Me !! - | 近畿・四国   | 大阪   | 難波御堂筋ホール                   |
| 2016年7月2日  | 第4話 神の一手 - Hitu to Qillatu -         | 中国・九州   | 岡山   | 第一セントラルビル 9F              |
| 2016年7月10日 | 第5話 希望を喰らう館 - Thousand of Trap -  | 北海道・東北 | 仙台   | TKPガーデンシティ 仙台 30F         |

| 開催日         | タイトル                                             | 開催地       | 開催地 | 開催地                             |
| -------------- | ---------------------------------------------------- | ------------ | ------ | ---------------------------------- |
| 2016年9月11日  | 第1話 竜の巫女の祈り - Dragons of the Dynamis -      | 関東         | 東京   | ゼクストリーム 2016.A in 池袋      |
| 2016年10月8日  | 第2話 竜脈 - Not such as God -                       | 中部         | 名古屋 | ウィンクあいち                     |
| 2016年10月23日 | 第3話 始まりの竜に認められし者 - Little Guardian 2 - | 北海道・東北 | 旭川   | カードショップ さんれっど          |
| 2016年10月29日 | 第4話 かけがえのない友達だから - Wish -              | 北陸         | 富山   | おもちゃのバンビ 本郷店            |
| 2016年11月19日 | 第5話 巫女の焦燥 - Pure White -                      | 近畿・四国   | 大阪   | 難波御堂筋ホール                   |
| 2016年11月27日 | 第6話 勇者よ急げ！ - Hunt the dragon's tail !! -     | 九州         | 鹿児島 | カードショップ 彩々                |
| 2016年12月10日 | 第7話 不死か不滅か不条理か - God's guillotine -      | 中国         | 広島   | カードラボ 広島店 イベントスペース |
| 2017年3月12日  | 破神編                                               | 関東         | 東京   | ゼクストリーム 2017.S in 池袋      |

| 開催日         | タイトル     | 開催地 | 開催地 | 開催地                       |
| -------------- | ------------ | ------ | ------ | ---------------------------- |
| 2017年9月17日  | 激憤のサタン | 関東   | 秋葉原 | ベルサール秋葉原 1F・2F      |
| 2017年10月29日 | 激憤のサタン | 近畿   | 京都   | 京都烏丸コンベンションホール |
| 2017年11月19日 | 激憤のサタン | 中部   | 名古屋 | ウィンクあいち               |

| 開催日        | タイトル | 開催地 | 開催地            | 開催地                  |
| ------------- | -------- | ------ | ----------------- | ----------------------- |
| 2018年5月20日 |          |        | 秋葉原            | ベルサール秋葉原 1F・2F |
| 2018年6月10日 |          | 名古屋 | ウィンクあいち 8F |                         |
| 2018年7月8日  |          | 大阪   | 難波御堂筋ホール  |                         |

| 開催日         | タイトル                     | 開催地 | 開催地 | 開催地                    |
| -------------- | ---------------------------- | ------ | ------ | ------------------------- |
| 2018年11月25日 | アビス・カタストロフ・サーガ |        | 秋葉原 | ベルサール秋葉原 1F・2F   |
| 2018年12月16日 |                              |        | 名古屋 | 名古屋サンスカイルーム    |
| 2019年2月10日  |                              |        | 大阪   | 難波御堂筋ホール ホール10 |

| 開催日        | タイトル | 開催地 | 開催地 | 開催地                  |
| ------------- | -------- | ------ | ------ | ----------------------- |
| 2019年6月16日 |          |        | 秋葉原 | ベルサール秋葉原 1F・2F |
| 2019年8月4日  |          |        | 大阪   |                         |
| 2019年8月25日 |          |        | 名古屋 |                         |

### 店舗イベント
| 開催日                      | タイトル                         |
| --------------------------- | -------------------------------- |
| 2012年11月23日-2013年1月6日 | 英雄達の軌跡（ヒロイックロード） |
| 2013年1月27日               | 戦士達の集い                     |

### 出展イベント
| 開催日              | タイトル                   | 開催場所                                          |
| ------------------- | -------------------------- | ------------------------------------------------- |
| 2012年5月13日       | カードゲーム感謝祭2012春   | 池袋サンシャインシティ ワールドインポートマート4F |
| 2012年7月21日       | 最強Vジャンプフェスタ 2012 | 東京会場 幕張メッセ                               |
| 2012年7月28日       | 最強Vジャンプフェスタ 2012 | 大阪会場 インテックス大阪                         |
| 2012年12月9日       | カードゲーム感謝祭 2012冬  | 池袋サンシャインシティ ワールドインポートマート4F |
| 2012年12月22日-23日 | ジャンプフェスタ 2013      | 幕張メッセ                                        |
| 2013年5月19日       | カードゲーム感謝祭 2013春  | ベルサール秋葉原 1F･2F                            |

そのほか、店頭にてゼクスタ（公認大会）が開催されている。

## コンシューマーゲーム

### Z/X 絶界の聖戦
『Z/X 絶界の聖戦』（ゼクス ぜっかいのクルセイド）は、PS3用ゲームソフト。2013年5月23日発売。日本一ソフトウェアのウェブページ内に、ゲームのサイトが開設された。なお、PS vita版の開発もアナウンスされていたが、開発中止になった。
本作では、舞台を拡げ、世界各地が舞台となっている。
- 赤の世界 - 南アフリカ共和国/プレトリア
- 青の世界 - アメリカ/ワシントン
- 白の世界 - アルゼンチン/ブエノスアイレス
- 黒の世界 - 日本/東京
- 緑の世界 - フランス/パリ

特典
- 予約特典
  - プレイヤーカード「アサギ・メタモルフォーゼ」1枚
- 初回封入特典
  - ゼクスカード「アサギGo Fight!」2枚
  - プレイヤーカード「上柚木綾瀬」アサギコスプレverか、プレイヤーカード「各務原あづみ」アサギコスプレverのうち、いずれか1枚（ランダム）

#### 主人公
加賀 楓
声 - 松岡禎丞
年齢：19歳/国籍：日本
スカルヴィシャス
声 - 里見圭一郎
ナタリア・カンビアッソ
声 - 藤村歩
年齢：18歳/国籍：アルゼンチン
ローツェ
声 - 田中涼子
スティーブ・シバヤ
声 - 勝杏里
年齢：26歳/国籍：南アフリカ共和国
イシス
声 - 加藤雅美
セシル・ロワイヤル
声 - 伊藤静
年齢：24歳/国籍：フランス
ムフロン
声 - 高城元気
クイン・フォーサイス
声 - 川村拓央
年齢：28歳/国籍：アメリカ合衆国
シャウラ
声 - 佐野美由紀

#### その他の登場人物
クロエ
声 - ひと美
鮫島
声 - あらいしずか
円 鶇
声 - 鈴木みこ
ホセ
声 - 一条和矢

## オンラインゲーム
オンラインゲーム版では、世界展開を目指している。

### Z/X IGNITION 五世界の輪舞
『Z/X IGNITION 五世界の輪舞』（ゼクス イグニッション ごぜかいのロンド）は、トムス・エンタテインメントからオンラインゲームプラットフォーム「DMMオンラインゲーム」にてPC向けに配信されていたソーシャルカードバトルゲーム。2014年2月25日に配信開始。2014年8月11日12時に配信終了。
テレビアニメ『Z/X IGNITION』をモチーフとし、『Z/X』のカードイラストがそのままゲーム内に登場する。ゲームルールは原作と大きく異なっている。

### Z/X Code OverBoost
『Z/X Code OverBoost』（ゼクス コード オーバーブースト）は、ブロッコリーからAndroid/iOS向けに配信されていたRPGアプリ。2019年7月18日にティザーサイト公開、および事前登録開始し、同年10月8日に配信開始。2020年7月20日にサービス終了。
『Z/X』登場キャラクターを中心としたオリジナルストーリーで進行する。プレイヤーは「九頭竜学園」の「先生」となり、「ゼクス」を育成、指揮する。
主題歌『Best Friends Forever』を各務原あづみ役の小倉唯とリゲル役の内田彩が担当。

## 漫画

### Z/X
土屋彼某の作による漫画作品が集英社『Vジャンプ』で2012年11月号から2016年12月号まで連載されていた。単行本は全6巻、話数単位は「Capture ○○」。

#### 登場人物
城戸アラト（きど あらと）
漫画版『Z/X』における主人公。
竜野ミ子
アラトの姉、城戸マユリの身体に憑依した竜の巫女。エアとは同じ「始まりの竜の巫女」であるが別人。
城戸卿一郎（きど きょういちろう）
アラトの父。
城戸マユリ（きど まゆり）
アラトの姉。
緑の竜の巫女ニムオロ

#### 書誌情報
- 土屋彼某（漫画）・ブロッコリー（監修・協力） 『Z/X』 集英社〈ジャンプ・コミックス〉、全6巻
  1. 「異世界との邂逅!!」2013年7月9日第1刷発行（7月4日発売[集 1]）、ISBN 978-4-08-870779-2
  2. 「天剣解放」2014年2月9日第1刷発行（2月4日発売[集 2]）、ISBN 978-4-08-880019-6
  3. 「勝利の女神!!」2014年11月9日第1刷発行（11月4日発売[集 3]）、ISBN 978-4-08-880183-4
  4. 「アラト計画!!」2015年7月8日第1刷発行（7月3日発売[集 4]）、ISBN 978-4-08-880433-0
  5. 「天使と悪魔!」2016年5月7日第1刷発行（5月2日発売[集 5]）、ISBN 978-4-08-880679-2
  6. 「アラトの選択―」2016年12月31日第1刷発行（12月31日発売[集 6]）、ISBN 978-4-08-880893-2

### Z/X Code reunion
2017年11月号から2020年9月号までストーリー：浦畑達彦、作画：藤真拓哉により『Z/X Code reunion』が連載されていた。単行本は全3巻。

## テレビアニメ

### Z/X IGNITION
『Z/X IGNITION』（ゼクス イグニッション）のタイトルで、2014年1月より4月までテレビ東京ほかにて放送された。

### Z/X Code reunion
『Z/X Code reunion』は、2019年10月から放送されているアニメ第2作。

## 関連商品

### スマートフォンアプリ
スマートフォンアプリ「Z/X PLAYER VOICE DEVICE」
主人公のプレイヤーカードを撮影すると、そのキャラクターの声を聞けるアプリ。iPhone版とAndroid版が存在する。

### 書籍
Z/X ゼクスアクティベートガイド ブロッコリー公式カードカタログ
集英社より2013年1月25日発売。ISBN 978-4-08-779648-3。第3弾までが収録対象。

### CD
（）内は担当声優
| 発売日         | タイトル                                                                            | 収録内容 | 封入特典 |
| -------------- | ----------------------------------------------------------------------------------- | --- | --- |
| 2013年2月3日   | Z/X -Zillions of enemy X- テーマ曲 ゼクス〜強いチカラ〜                             | 1. 『ゼクス〜強いチカラ〜』 2. 『ゼクス アクティベート!』 3. 『ゼクス〜強いチカラ〜』off vocal 4. 『ゼクス アクティベート!』off vocal 歌 : ULTRA-PRISM / 作詞 : 月宮うさぎ / 作編曲 : 小池雅也 | - プレイヤーカード P03-021「萌音楽研究者 小池雅也（4444ver）」1枚 - ゼクスカード P03-020「萌音楽発信器 月宮うさぎ（U3G-百式）」2枚 |
| 2014年9月7日   | Z/X -Zillions of enemy X- NC DramaCD (1)「超鋼神器ローレンシウム」                  | 1. 『僕らの世界』 歌 : 雷鳥超（蒼井翔太） 作詞 / 作曲 / 編曲 : 真鍋旺嵩、中沢昭宏（WEEAST） 2. ドラマパート『超鋼神器ローレンシウム』 出演 : 戦斗怜亜（上坂すみれ）、雷鳥超（蒼井翔太）、獅子島・L・七尾（東山奈央）、倉敷世羅（金元寿子）、超鋼神器ローレンシウム(小野友樹）、十二使徒 巨蟹宮ムリエル（新田恵海）、ナレーション（上間江望） | - イベントカード P10-024「みっつの心をひとつに!!」2枚                                                                              |
| 2014年12月28日 | Z/X -Zillions of enemy X- NC DramaCD (2)「ドラミコクインテット」                    | 1. ドラマパート『すぐそこにある1%』 出演 : 赤の竜の巫女メイラル（佐倉綾音）、青の竜の巫女ユイ（洲崎綾）、白の竜の巫女ニノ（西明日香）、黒の竜の巫女バラハラ（早見沙織）、緑の竜の巫女クシュル（今井麻美）、MC（槿原大） 2. テーマ曲『未来がひとつに』 歌 : ドラミコクインテット（佐倉綾音、洲崎綾、西明日香、早見沙織、今井麻美） 作詞 / 作曲 / 編曲 : 真鍋旺嵩、中沢昭宏（WEEAST） | - イベントカード P11-010「ドラミコクインテット」2枚                                                                                |
| 2015年2月22日  | Z/X -Zillions of enemy X- NF DramaCD (3)「ソトゥミサ放送局 R」                      | 1. ドラマパート『ソトゥミサ放送局 R』 出演 : 孤独の魔人ソリトゥス（水瀬いのり）、弓弦羽ミサキ（石原夏織）、秩序の頂点サー・ガルマータ（間島淳司）、倉敷世羅（金元寿子）、蝶ヶ崎ほのめ（遠藤ゆりか）、麗の妙声鳥 迦陵頻伽（鈴木絵理） 2. 挿入歌『Keeping the faith』 歌 : 蝶ヶ崎ほのめ（遠藤ゆりか）、迦陵頻伽（鈴木絵理） 作詞 / 作曲 / 編曲 : 真鍋旺嵩、中沢昭宏（WEEAST） | - イベントカード P11-026「アタシの話、聞けですの！」2枚                                                                            |
| 2015年6月10日  | Z/X -Zillions of enemy X- NF DramaCD (4)「てめぇらオレの邪魔すんな!」               | 1. ドラマパート『虫取り名人の朝は早い』 出演 : 剣淵相馬（細谷佳正）、樹海の乙女フィーユ（小澤亜李）、五頭領 天眼忍者ウェアジャガー（種田梨沙）、七大罪 色欲の魔人ルクスリア（斎藤千和）、七大罪 嫉妬の魔人インウィディア（久保ユリカ）、アドミニストレータ アルクトゥルス（山村響） 2. 挿入歌『世界中がTO・RI・KO』 歌 : 七大罪 色欲の魔人ルクスリア（斎藤千和） 作詞 / 作曲 / 編曲 : 真鍋旺嵩、中沢昭宏、chi4 | - イベントカード P12-021「両手に花？」2枚                                                                                          |
| 2015年9月13日  | Z/X -Zillions of enemy X- NF DramaCD (5)「冥闇と灼炎の追想曲」                      | 1. ドラマパート『ふたつのふたり』 出演 : 上柚木八千代（村川梨衣）、深淵の黒月アルモタヘル（村中知）、蝶ヶ崎ほのめ / 蝶ヶ崎博士（遠藤ゆりか）、妙声鳥 迦陵頻伽（鈴木絵理） 2. 挿入歌『Changing the Fate』 歌 : 上柚木八千代（村川梨衣）、アルモタヘル（村中知） 作詞 / 作曲 / 編曲 : 真鍋旺嵩、中沢昭宏、吹野クワガタ | - イベントカード P14-012「竜虎相搏つ」2枚                                                                                          |
| 2016年1月28日  | Z/X -Zillions of enemy X- NF DramaCD (6)「りげる★くらいしす」                       | 1. ドラマパート『未知との遭遇』 出演 : 各務原あづみ（小倉唯）、リゲル（内田彩）、ガルマータ（間島淳司）、都城出雲（柿原徹也）、ケット・シー（伯川渉子） 2. イメージソング『ふたりの世界を探しにいこう』 歌 : 各務原あづみ（小倉唯）、リゲル（内田彩） 作詞 / 作曲 / 編曲 : 真鍋旺嵩、中沢昭宏（WEEAST） | - Z/X イベントカード P15-011「リゲル★クリスマス」2枚                                                                               |
| 2016年3月13日  | Z/X -Zillions of enemy X- NF DramaCD (7)「ぶらり湯けむり温泉紀行」                  | 1. ドラマパート『ハートをひらくんや！』 出演 : 天王寺飛鳥（下野紘）、フィエリテ（M・A・O）、上柚木さくら（立花理香）、フォスフラム（斎賀みつき）、ソリトゥス（水瀬いのり） 2. 挿入歌『私と意思ソトゥ、しよ♪』 歌 : 元・孤独の魔人ソリトゥス（水瀬いのり） 作詞 / 作曲 / 編曲 : 真鍋旺嵩、中沢昭宏（WEEAST） | - イベントカード P15-031「おきらくごくらくフィエリテさん」2枚                                                                      |
| 2016年7月22日  | Z/X -Zillions of enemy X- NF DramaCD (8)「Y.T.黙示録 †ル・シエル メモワール†」      | 1. ドラマパート『†ル・シエル イリュジオン†』 出演 : 天王寺大和（谷山紀章）、クレプス（牧野由依）、上柚木八千代（村川梨衣）、アルモタヘル（村中知）、倉敷世羅（金元寿子） 2. 挿入歌『Never Ending Story』 歌 : 那由多の鈴クレプス（牧野由依） 作詞 / 作曲 / 編曲 : 真鍋旺嵩、吹野クワガタ、中沢昭宏 | - ゼクスカード P16-024「那由多の鈴クレプス」2枚                                                                                    |
| 2016年9月11日  | Z/X -Zillions of enemy X- NF DramaCD (9)「13姉妹 雪月花」                           | 1. ドラマパート『カノープス、吠える。』 出演 : アドミニストレータ ポラリス（明坂聡美）、アドミニストレータ カノープス（蒼井翔太）、オリジナルXIII Type.XI（星谷美緒）、オリジナルXIII Type.VII（春村奈々）、オリジナルXIII Type.III（金元寿子）、オリジナルXIII Type.II，IV，VI，VIII，X，XII（佐倉綾音） 2. イメージソング『未来創造革命』 歌 : アドミニストレータ ポラリス（明坂聡美） 作詞 / 作曲 / 編曲 : 真鍋旺嵩、吹野クワガタ、中沢昭宏 | - ゼクスカード P17-029「乙女整備士カノープス」2枚                                                                                  |
| 2016年12月29日 | Z/X -Zillions of enemy X- NF DramaCD (10)「紅姫哀詩」                               | 1. ドラマパート『青葉千歳の忘れたい日々』 出演 : 青葉千歳 / 紅姫（内田真礼）、龍膽（浅沼晋太郎）、桜街紗那（千菅春香）、ポピー（楠田亜衣奈）、カーネーション（星谷美緒）、ツンベルギア（春村奈々）、シャマシュ（武田幸史） 2. イメージソング『すべて守り抜くために』 歌 : 破神剣聖 龍膽（浅沼晋太郎） 作詞 / 作曲 / 編曲 : 真鍋旺嵩、中沢昭宏、佐々木貴之 | - ゼクス エクストラカード P18-016「破神剣聖 龍膽」2枚                                                                              |
| 2017年3月12日  | Z/X -Zillions of enemy X- NF DramaCD (11)「ソトゥニャシ放送局またたび」             | 1. ドラマパート『じーさん何者ですにゃ？』 出演 : ソリトゥス（水瀬いのり）、ニーナ・シトリー（久野美咲）、メインクーン（村川梨衣）、イリューダ・オロンド（小山力也）、ムリエル（新田恵海）、ハナエル（星谷美緒）、バキエル（春村奈々） 2. 挿入歌『Won't you come with me now ?』 歌 : ニーナ・シトリー（久野美咲）with ハナエル（星谷美緒） & バキエル（春村奈々） 作詞 / 作曲 / 編曲 : 真鍋旺嵩、吹野クワガタ、中沢昭宏 | - ゼクス エクストラカード P19-016「神憑る猫の手メインクーン」2枚                                                                   |
| 2017年9月17日  | Z/X -Zillions of enemy X- NF DramaCD (12)「さみしがりアニムスとぬいぐるみフレンズ」 | 1. ドラマパート『私と遊んで！ 私を楽しませて！』 出演 : アニムス（加隈亜衣）、ミカエル（立花理香）、リゲル（内田彩）、フィーユ（小澤亜李） 2. イメージソング『寂しがり子悪魔』 歌 : アニムス（加隈亜衣） 作詞 / 作曲 / 編曲 : 真鍋ひでたか、吹野クワガタ、中沢昭宏 | - ゼクスカード P21-035「アニムスと愉快な仲間たち」2枚                                                                              |
| 2017年9月17日  | Z/X Character Song Album 01「All of You」                                           | 1. 『君のすべて』 歌 : イグニッションガールズ（星谷美緒 & 春村奈々） 2. 『僕らの世界』 歌 : カノープス（蒼井翔太） 3. 『未来がひとつに』 歌 : ドラミコクインテット（佐倉綾音、洲崎綾、西明日香、早見沙織、今井麻美） 4. 『Keeping the Faith』 歌 : 蝶ヶ崎ほのめ（遠藤ゆりか）、迦陵頻伽（鈴木絵理） 5. 『世界中がTO・RI・KO』 歌 : ルクスリア（斎藤千和） 6. 『Changing the Fate』 歌 : 上柚木八千代（村川梨衣）、アルモタヘル（村中知） 7. 『ふたりの世界を探しにいこう』 歌 : 各務原あづみ（小倉唯）、リゲル（内田彩） 8. 『私と意思ソトゥ、しよ♪』 歌 : ソリトゥス（水瀬いのり） 9. 『Never Ending Story』 歌 : クレプス（牧野由依） 10. 『未来創造革命』 歌 : ポラリス（明坂聡美） 11. 『すべて守りぬくために』 歌 : 龍膽（浅沼晋太郎） 12. ミニドラマ 出演 : オリジナルXIII Type.XI（星谷美緒）、Type.VII（春村奈々） 13. 『君のすべて』 カラオケver. | - ゼクスカード P21-036「Lyrical Type. VII, XI」2枚                                                                                 |
| 2018年5月20日  | Z/X -Zillions of enemy X- NF DramaCD (13)「ボコすかレシピ」                         | 1. ドラマパート『世羅のお祝い』 出演 : 倉敷世羅 / セーラ / 倉敷博士（金元寿子）、黒崎春日（藤田茜）、黒崎神門 / 黒崎博士（中村悠一）、アレキサンダー（檜山修之）、ガーンデーヴァ（幸村恵理）、蝶ヶ崎ほのめ / 蝶ヶ崎博士（遠藤ゆりか） 2. 挿入歌『はぴバースデー』 歌 : 倉敷世羅（金元寿子）、黒崎春日（藤田茜） 作詞 / 作曲 / 編曲 : 真鍋ひでたか、佐々木貴之、中沢昭宏 3. ドラマパート『春日のお呪い』 | - ゼクスカード P24-013「迷夢の春日マンモン」2枚                                                                                    |
| 2018年11月25日 | Z/X -Zillions of enemy X- NF DramaCD (14)「ナイショの・きぃワード」                 | 1. ドラマパート『しょうがくせいでびゅー』 出演 : 百目鬼きさら（日高里菜）、ヴェスパローゼ（大西沙織）、フィーユ（小澤亜李）、ルクスリア / ピュアティ（斎藤千和）、緑の竜の巫女クシュル（今井麻美） 2. 挿入歌『新しいふたりの絆 新しいふたりの形』 歌 : 百目鬼きさら（日高里菜）、ヴェスパローゼ（大西沙織） 作詞 / 作曲 / 編曲 : 真鍋ひでたか、吹野クワガタ、中沢昭宏 3. ドラマパート『ほけんたいいくのじかん』 | - ゼクス エクストラカード P26-015「きぃとヴェスパローゼまみ」2枚                                                                   |
| 2019年6月16日  | Z/X -Zillions of enemy X- NF DramaCD (15)「ニグたんの呼び声」                       | 1. 挿入歌「シャイニング・エンジェル」 歌：弓弦羽ミサキ（CV. 石原夏織） 作詞：真鍋ひでたか / 作曲・編曲：真鍋ひでたか、中沢昭宏、佐々木貴之 2. ドラマパート Misaki『アイドルのおしごと』 3. ドラマパート Azumi『レッツ・スタディ』 4. ドラマパート Chitose『思い出は深く』 5. ドラマパート Honome『疑惑』 6. ドラマパート Niggurath『毎日が楽しくて』 出演 : 蝶ヶ崎ほのめ（佐伯伊織）、各務原あづみ（小倉唯）、弓弦羽ミサキ（石原夏織）、青葉千歳（内田真礼）、シュブニ・グ（三上枝織） | - ゼクスカード P28-019「あるてぃめっと＠ニグたんタイム」 2枚                                                                       |
| 2019年11月24日 | Z/X -Zillions of enemy X- NF DramaCD (16)「ユニバース・プリンセス」                 | 1. 挿入歌「PHILANTHROPY」 歌：夜刀うらら(CV.小松未可子) 作詞・作曲・編曲：真鍋ひでたか＆中沢昭宏（WEEAST） 2. ドラマパート 出演 : 夜刀うらら（小松未可子）、天竜ゆたか（茜屋日海夏）、フレデリカ（こやまきみこ）、黒崎春日（藤田茜）、ネイ（小岩井ことり）、戦斗怜亜（上坂すみれ） | - イベントカード P30-041「ユニバース・プリンセス」 2枚                                                                             |
| 2019年11月24日 | Z/X -Zillions of enemy X- SHiFT 1st Album「キミが大好きだよ」                       | 1. ドラマパート 出演 : プリズム（春村奈々）、ニュー（中澤ミナ）、ミーリィ（和泉風花）、アグリィ（星谷美緒）、ペクティリス（会沢紗弥） 2. 『キミが大好きだよ』 歌：SHiFT 3. 『君のすべて SHiFT ver.』 歌：SHiFT 4. 『SHiFT!! 〜夢を描こう〜』 歌：SHiFT 5. 『キミが大好きだよ』off vocal 6. 『君のすべて SHiFT ver.』off vocal 7. 『SHiFT!! 〜夢を描こう〜』off vocal | - SHiFT 1st Music Video（DVD） 1. 『SHiFT!! 〜夢を描こう〜』 出演：SHiFT - ゼクスカード P30-040「「SHiFT」夢を描こう！」 2枚       |
| 2020年8月30日  | Z/X -Zillions of enemy X- NF DramaCD (17)「もえろ！ドラゴン学園」                   | 1. キャラクターソング「ユイ it's むにむに」 歌：バーチャルアイドルむにむに（CV.洲崎綾）作詞・作曲：真鍋ひでたか＆吹野クワガタ 編曲：真鍋ひでたか＆吹野クワガタ＆中沢昭宏 2. ドラマパート 出演 : 赤の竜の巫女メイラル（佐倉綾音）、青の竜の巫女ユイ（洲崎綾）、白の竜の巫女ニノ（西明日香）、黒の竜の巫女バラハラ（早見沙織）、緑の竜の巫女クシュル（今井麻美）、始まりの竜の巫女エア（桑島法子） | - ゼクスカード P32-030「ユイ it's むにむに」 2枚                                                                                   |
| 2021年2月15日  | Z/X -Zillions of enemy X- NF DramaCD (18)「ごーじゃすしっくすばーず」               | 1. キャラクターソング「六花の絆」 歌：シェリーナ＆セマルグル（CV.カノエラナ）作詞：真鍋ひでたか 作曲：真鍋ひでたか＆吹野クワガタ 編曲：真鍋ひでたか＆吹野クワガタ＆中沢昭宏 2. ドラマパート 出演 : 蝶ヶ崎ほのめ（佐伯伊織）、胡喜媚（若井友希）、緊那羅（白城なお）、迦陵頻伽（鈴木絵理）、シェリーナ、セマルグル（カノエラナ）、カナリア（園山ひかり） | - ゼクスカード P34-034「あっ！ ほの女神様を憐れむ迦陵頻伽」 2枚                                                                    |
| 2021年8月25日  | Z/X -Zillions of enemy X- NF DramaCD (19)「ソトゥなし放送局14ch」                   | 1. キャラクターソング「風曜日エブリディ」 歌：上柚木さくら（CV. 立花理香）作詞・作曲：真鍋ひでたか＆吹野クワガタ 編曲：真鍋ひでたか＆吹野クワガタ＆中沢昭宏 2. ドラマパート 出演 : 各務原あづみ（小倉唯）、上柚木さくら（立花理香）、上柚木八千代（村川梨衣）、桜街紗那（千菅春香）、アルモタヘル（村中知）、ユーディ（ランズベリー・アーサー） | - ゼクスカード P36-028「八千代＆アルモタヘル†MSKDW」 2枚                                                                           |
| 2022年2月      | Z/X -Zillions of enemy X- iDOL project Album「Make your "HAPPY"」                   | 1. 『Make your wish come true』 歌：iDA 作詞：真鍋ひでたか 作曲：真鍋ひでたか＆吹野クワガタ 編曲：真鍋ひでたか＆吹野クワガタ＆MoGura 2. 『Make your day』 歌：SHiFT 作詞・作曲：真鍋ひでたか＆chi4 編曲：真鍋ひでたか＆吹野クワガタ＆MoGura 3. 『キラキラのサーチライト』 歌：SHiFT 作詞・作曲：真鍋ひでたか＆chi4 編曲：真鍋ひでたか＆吹野クワガタ＆MoGura 4. 『サプライズ！バレンタイン』 歌：SHiFT 作詞：真鍋ひでたか＆chi4 作曲：真鍋ひでたか＆吹野クワガタ 編曲：真鍋ひでたか＆吹野クワガタ＆MoGura 5. 『Make your wish come true』off vocal 6. 『Make your day』off vocal 7. 『キラキラのサーチライト』off vocal 8. 『サプライズ！バレンタイン』off vocal | - Z/X PRカード 「SHiFT, Make your day.」 2枚、「iDA, Make your wish come true.」 2枚                                               |
| 2022年2月      | Z/X -Zillions of enemy X- iDOL project Album「Make your "HAPPY"」                   | 1. NF DramaCD 20『星影あやなす花冠』 出演 : プリズム（春村奈々）、ニュー（中澤ミナ）、ミーリィ（和泉風花）、アグリィ（星谷美緒）、ペクティリス（会沢紗弥）、カナ（園山ひかり）、アラネ（汐入あすか）、エンジュ（七海こころ） | - Z/X PRカード 「SHiFT, Make your day.」 2枚、「iDA, Make your wish come true.」 2枚                                               |
| 2022年9月1日   | Z/X -Zillions of enemy X- NF DramaCD (21)「たまこね」                               | 1. ドラマパート 出演 : イース（松田利冴）、スイ（松田颯水）、倉敷世羅（金元寿子）、百目鬼きさら（日高里菜）、アニムス（加隈亜衣） 2. キャラクターソング「FORGIVENESS」 歌：イース（松田利冴）、スイ（松田颯水）作詞：真鍋ひでたか 作曲：吹野クワガタ 編曲：真鍋ひでたか＆吹野クワガタ＆MoGura | - Z/X -Zillions of enemy X- PRカード「魂コネクト イース＆スイ」 2枚                                                                |
| 2023年2月25日  | Z/X -Zillions of enemy X- 10th Anniversary Album 「IGNITION」                       | 1. 『ゼクス アクティベート！ -10th-（SHiFT＆iDAver）』 歌：SHiFT、iDA 作詞：月宮うさぎ（ULTRA-PRISM）作編曲：小池雅也（ULTRA-PRISM） 2. 『ゼクス アクティベート！ -10th-（SHiFT＆iDAver）』off vocal 3. 『Changing the Fate（春村奈々＆中澤ミナver）』 4. 『Keeping the Faith（和泉風花＆星谷美緒ver）』 5. 『僕らの世界（会沢紗弥ver）』 6. 『未来がひとつに（SHiFTver）』歌：SHiFT | - PTカード26種29枚（26種26枚コールド箔仕様、1種3枚ノーマル仕様）。仕様：レインボー箔加工の外装箱入り                               |
| 2023年2月25日  | Z/X -Zillions of enemy X- 10th Anniversary Album 「IGNITION」                       | 1. 『Won't you come with me now ?』 歌 : ニーナ・シトリー（久野美咲） 2. 『寂しがり子悪魔』 歌 : アニムス（加隈亜衣） 3. 『はぴバースデー』 歌 : 倉敷世羅（金元寿子）、黒崎春日（藤田茜） 4. 『新しいふたりの絆 新しいふたりの形』 歌 : 百目鬼きさら（日高里菜）、ヴェスパローゼ（大西沙織） 5. 『シャイニング・エンジェル』 弓弦羽ミサキ（石原夏織） 6. 『PHILANTHROPY』 歌：夜刀うらら（小松未可子） 7. 『ユイ it's むにむに』 バーチャルアイドルむにむに（洲崎綾） 8. 『六花の絆』 歌 : シェリーナ（カノエラナ）、セマルグル（カノエラナ） 9. 『風曜日エブリディ』 歌 : 上柚木さくら（立花理香） 10. 『Best Friends Forever』 歌 : 各務原あづみ（小倉唯）、リゲル（内田彩） | - PTカード26種29枚（26種26枚コールド箔仕様、1種3枚ノーマル仕様）。仕様：レインボー箔加工の外装箱入り                               |
| 2023年8月23日  | Z/X -Zillions of enemy X- iDOL SPECiAL SiTUATiON CD 「MiRAGE」                      | 1. 『夏の終わりに 〜Stay with me〜』 歌：歌：SHiFT 作詞：真鍋ひでたか 作曲：真鍋ひでたか、吹野クワガタ 編曲：吹野クワガタ 2. 『Shake me up』歌：iDA 作詞：真鍋ひでたか、chi4 作曲/編曲：真鍋ひでたか、MoGura、吹野クワガタ 3. 『夏の終わりに 〜Stay with me〜』歌：プリズム（春村奈々） 4. 『夏の終わりに 〜Stay with me〜』歌：ニュー（中澤ミナ） 5. 『夏の終わりに 〜Stay with me〜』歌：ミーリィ（和泉風花） 6. 『夏の終わりに 〜Stay with me〜』歌：アグリィ（ 星谷美緒） 7. 『夏の終わりに 〜Stay with me〜』歌：ペクティリス（会沢紗弥） 8. 『Shake me up』歌：カナ（園山ひかり） 9. 『Shake me up』歌：アラネ（汐入あすか） 10. 『Shake me up』歌：エンジュ（七海こころ） 11. 『夏の終わりに 〜Stay with me〜』off vocal 12. 『Shake me up』off vocal                                                                                               | - PRカード28種各1枚 計28枚（コールド箔仕様）。仕様：ピンク箔加工の外装箱入り                                                       |
| 2023年8月23日  | Z/X -Zillions of enemy X- iDOL SPECiAL SiTUATiON CD 「MiRAGE」                      | 1. シチュエーションドラマ1 「学園生活/上級生/エンジュ」 2. シチュエーションドラマ2 「学園生活/同級生/ペクティリス」 3. シチュエーションドラマ3 「学園生活/下級生/プリズム」 4. シチュエーションドラマ4 「ランチタイムバトル」 5. シチュエーションドラマ5 「メイドさん/ベテラン/カナ」 6. シチュエーションドラマ6 「メイドさん/新人/アグリィ」 7. シチュエーションドラマ7 「メイド研修」 8. シチュエーションドラマ8 「妹/長女/ニュー」 9. シチュエーションドラマ9 「妹/次女/アラネ」 10. シチュエーションドラマ10 「妹/三女/ミーリィ」 11. シチュエーションドラマ11 「深夜の妹たち」 12. シチュエーションドラマ12 「家族会議」 | - PRカード28種各1枚 計28枚（コールド箔仕様）。仕様：ピンク箔加工の外装箱入り                                                       |
| 2023年8月23日  | Z/X -Zillions of enemy X- NF DramaCD (22)「ねむる記憶のリルフィ」                   | 1. ドラマパート 2. キャラクターソング 「くるくるラビリンス」 歌：リルフィ（園山ひかり）作詞：真鍋ひでたか 作曲：真鍋ひでたか、吹野クワガタ 編曲：吹野クワガタ | - Z/X -Zillions of enemy X- PRカード「ふわふわエンゲージ リルフィ」 2枚                                                            |

### ユニットメンバー
1. 1 2 3 4 5 6 7 8 9 10  プリズム（春村奈々）、ニュー（中澤ミナ）、ミーリィ（和泉風花）、アグリィ（星谷美緒）、ペクティリス（会沢紗弥）
2. 1 2 3  カナ（園山ひかり）、アラネ（汐入あすか）、エンジュ（七海こころ）

### 集英社BOOK NAVI
以下の出典は『集英社BOOK NAVI』（集英社）内のページ。書誌情報の発売日の出典としている。
1. ↑  “Z/X/1｜土屋 彼某 / ブロッコリー｜ジャンプコミックス｜”. 2013年7月4日閲覧。
2. ↑  “Z/X/2｜土屋 彼某 / ブロッコリー｜ジャンプコミックス｜”. 2014年3月18日閲覧。
3. ↑  “Z/X/3｜土屋 彼某 / ブロッコリー｜ジャンプコミックス｜”. 2016年5月2日閲覧。
4. ↑  “Z/X/4｜土屋 彼某 / ブロッコリー｜ジャンプコミックス｜”. 2016年5月2日閲覧。
5. ↑  “Z/X/5｜土屋 彼某 / ブロッコリー｜ジャンプコミックス｜”. 2016年5月2日閲覧。
6. ↑  “Z/X/6｜土屋 彼某 / ブロッコリー｜ジャンプコミックス｜”. 2016年12月31日閲覧。

### コンシューマーゲーム
- Z/X 絶界の聖戦

### オンラインゲーム
- Z/X Code OverBoost(ゼクス コード オーバーブースト)

### テレビアニメ
- TVアニメ「Z/X（ゼクス） IGNITION」公式サイト - ウェイバックマシン（2019年7月3日アーカイブ分）
- テレビ東京・あにてれ Z/X IGNITION
- Z/X（ゼクス） IGNITION 公式 (@zxignition) - X（旧Twitter）
- テレビアニメ「ゼクス イグニッション」宣伝担当 (zxignition) - Facebook
- TVアニメ「Z/X Code reunion (ゼクス コード リユニオン)」公式サイト